# Петров, Николай Петрович (художник)
Никола́й Петро́вич Петро́в (1834—1876) — русский жанровый живописец, академик Императорской Академии художеств, участник «бунта четырнадцати», один из учредителей Санкт-Петербургской артели художников.

## Биография
Сын петербургской мещанки, он обучался в Академии художеств под руководством профессора А. Т. Маркова и в 1858 году получил малую серебряную медаль за рисунок с натуры, а в следующем году — такую же медаль за картину «Мастерская художника», имевшую успех и на выставке; в 1860 году ему дана была большая серебряная медаль за картину «Три мужика из басни Крылова».

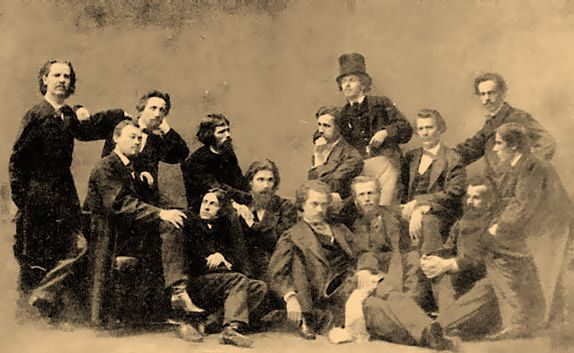
Н. П. Петров (стоит, шестой справа) на фотографии Санкт-Петербургской Артели художников (1863—1864.)

На малую золотую медаль он написал картины: «Христославы в деревне» и «Смотрины невесты», но получил эту медаль лишь в 1862 году за картину: «Сватовство чиновника к дочери портного» — самую лучшую из его работ.
От конкуренции же на первую золотую медаль он вместе с прочими конкурентами отказался («бунт четырнадцати») и, выйдя из Академии с званием классного художника, участвовал в образовании «Художественной Артели» и много работал по заказам, получавшимся этой артелью.
Таковы исполненные им образа в Лютеранской церкви[какой?] в Кронштадте, церкви Петра и Павла в Инженерной академии в церквах Острогожска, церквах Старого Оскола, Екатеринодара, войска Донского, Курской губернии, Кавказа и других регионов, а также портреты (преимущественно по сторонним оригиналам), — императора Николая I, императрицы Александры Фёдоровны, цесаревны Марии Фёдоровны, инженер-полковника Шенявского, министра народного просвещения графа Д. А. Толстого и работа для графа Панина. Независимо же от артельных работ, кроме оригинальных литографий в «Русский художественный альбом 1861 года»: «Три мужика, из басни Крылова» и «Не то, чтоб очень пьян, а весел бесконечно», исполненных им ещё до выхода из Академии, — он награвировал два офорта: «Поясной портрет швейцара при помещении артели, на Невском проспекте» и «Мальчика, рисующего на стене дома».
В 1867 году за картины «Крестьянин в беде» и «Сборы на церковь» признан академиком; затем написал ещё картины: «Два прохожих», «Этюд собаки» и «Крестьянин-бобыль». Кроме того, он много занимался уроками рисования.
В 1873 году у него стала развиваться чахотка. Чтобы поправить своё здоровье, а вместе с тем и изучить иностранную живопись, он поехал в Италию. Там им были исполнены: «Римская сельская сцена», «Музыкант», «Любопытные около художника», «Старик, предлагающий бриллианты молодой девушке», «Мальчик, достающий виноград», «Внутренность кухни», «Широкая натура» и другие сцены из жизни и природы Италии. Но и итальянский климат не мог остановить рокового хода болезни — Петров скончался в Аричче 13 июля 1876 года. Похоронен в Риме на Некатолическом кладбище в Тестаччо.

## Галерея

Примеры работ Н. П. Петрова
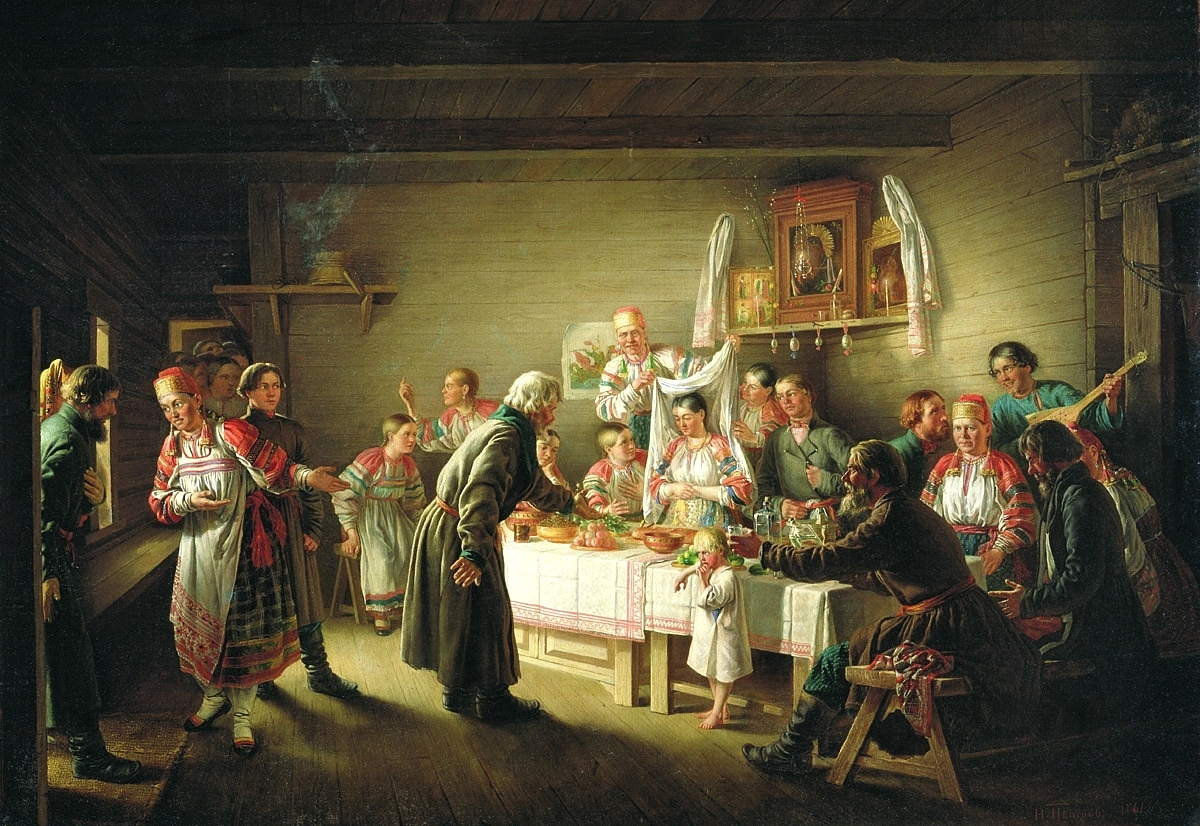
Смотрины невесты (1861)
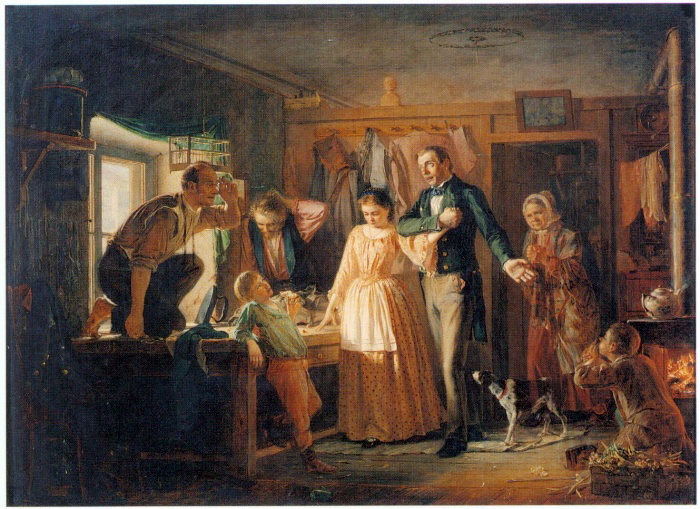
Сватовство чиновника к дочери портного[4] (1862)
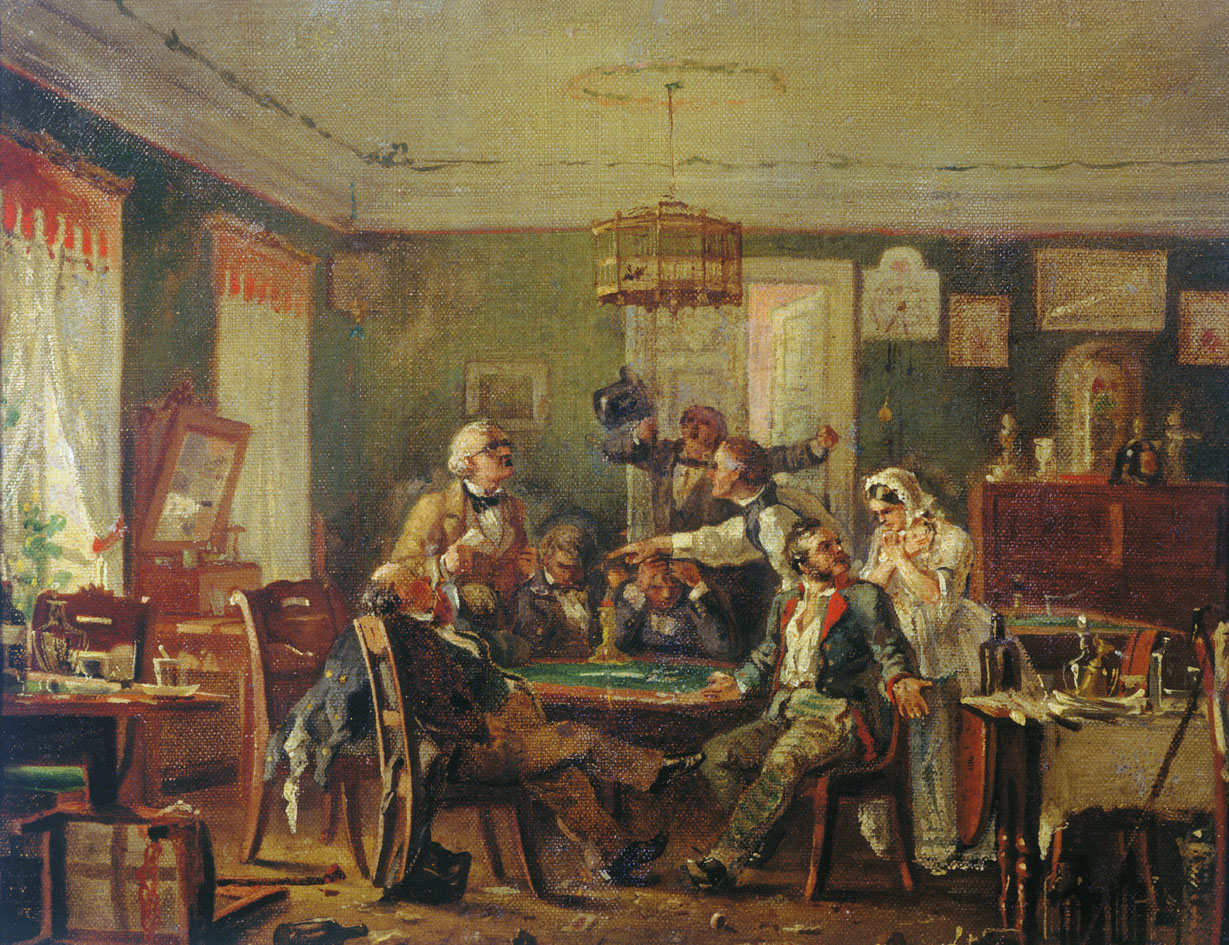
Карточная игра[5] (ранее 1876)
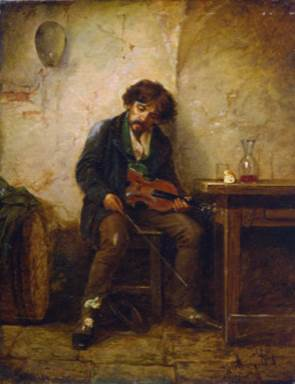
Музыкант (1876)